# Zollner von Rottenstein

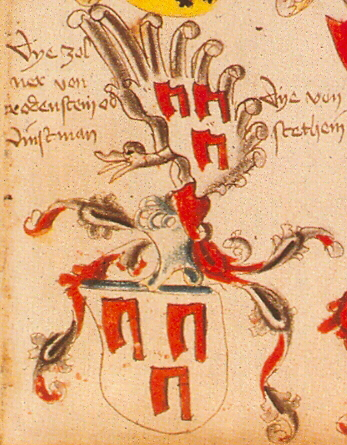
Wappen der Familie im Ingeram-Codex

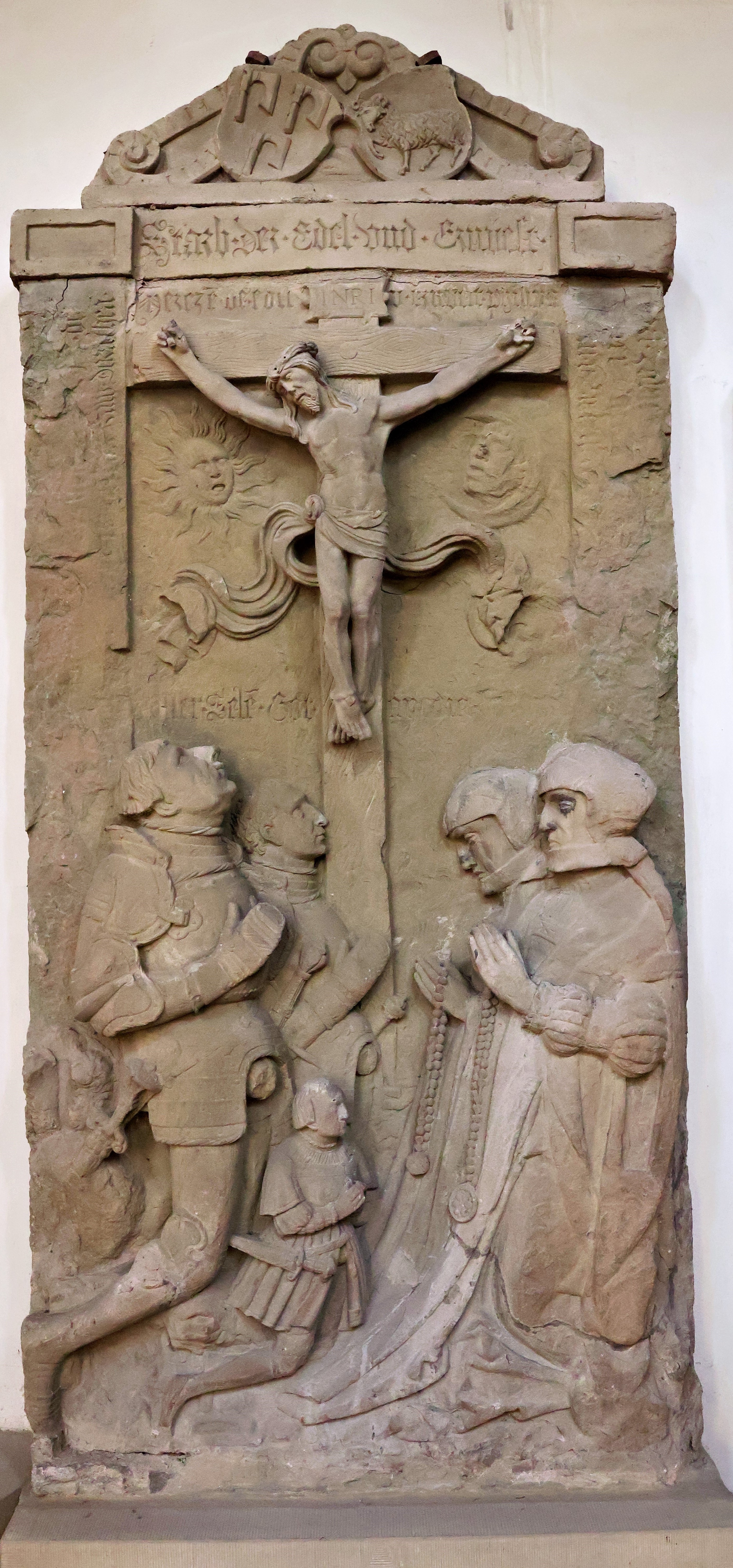
Epitaph von Philipp Zollner von Rottenstein († 1546) und seiner Ehefrau Dorothea von Dottenheim in der Burkarder Kirche zu Würzburg.

Die Familie der Zollner von Rottenstein, auch Zöllner und von Rotenstein war ein fränkisches Adelsgeschlecht.

## Geschichte
Die Familie der Zollner von Rottenstein erscheint als Ministerialengeschlecht der Bischöfe von Würzburg auf Burg Rottenstein. Zu ihren Besitzungen zählte auch die Ortschaft Stöckach. Letzter seines Geschlechtes war Philipp Zollner von Rottenstein, der 1546 starb und dessen Epitaph sich in St. Burkard in Würzburg befindet.

## Persönlichkeiten
- Konrad Zöllner von Rotenstein († 1390), Hochmeister des Deutschen Ordens
- Marquard Zöllner von Rotenstein, Landkomtur der Ballei Franken (1360–1364)
- Erasmus Zöllner von Rotenstein († 1483), Abt von Kloster Theres

## Wappen
Das Familienwappen zeigt auf Silber die Spitzen dreier Zimmermannsbeile in Rot im Verhältnis 2:1. Die Helmdecken sind Rot und Silber. Die Helmzier ist ein geschlossener Flug mit dem Kopf eines Vogels.

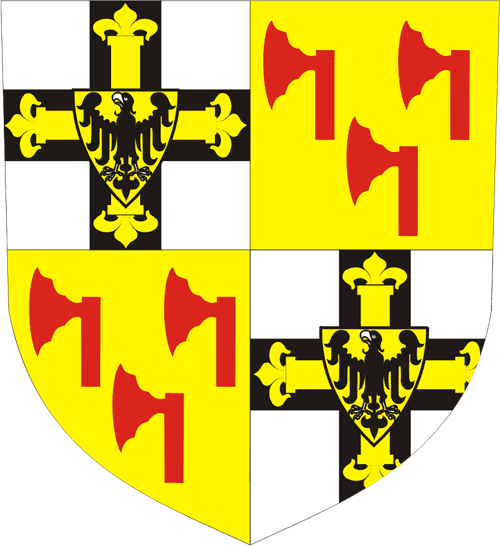
Gemehrtes Wappen des Hochmeisters Konrad Zöllner von Rotenstein, Darstellung mit Breitaxt